# Famille Marioni
 (août 2024).
La famille Marioni est une famille noble d'Italie, originaire de Caorle, puis famille patricienne de Venise.

## Historique
Ils produisirent des tribuns antiques. 
Une partie de la famille fut toutefois exclue du Maggior Consiglio à sa fermeture en 1297.
La famille s'éteint par un Bernardo, capitaine de navire en 1401.

## Armes

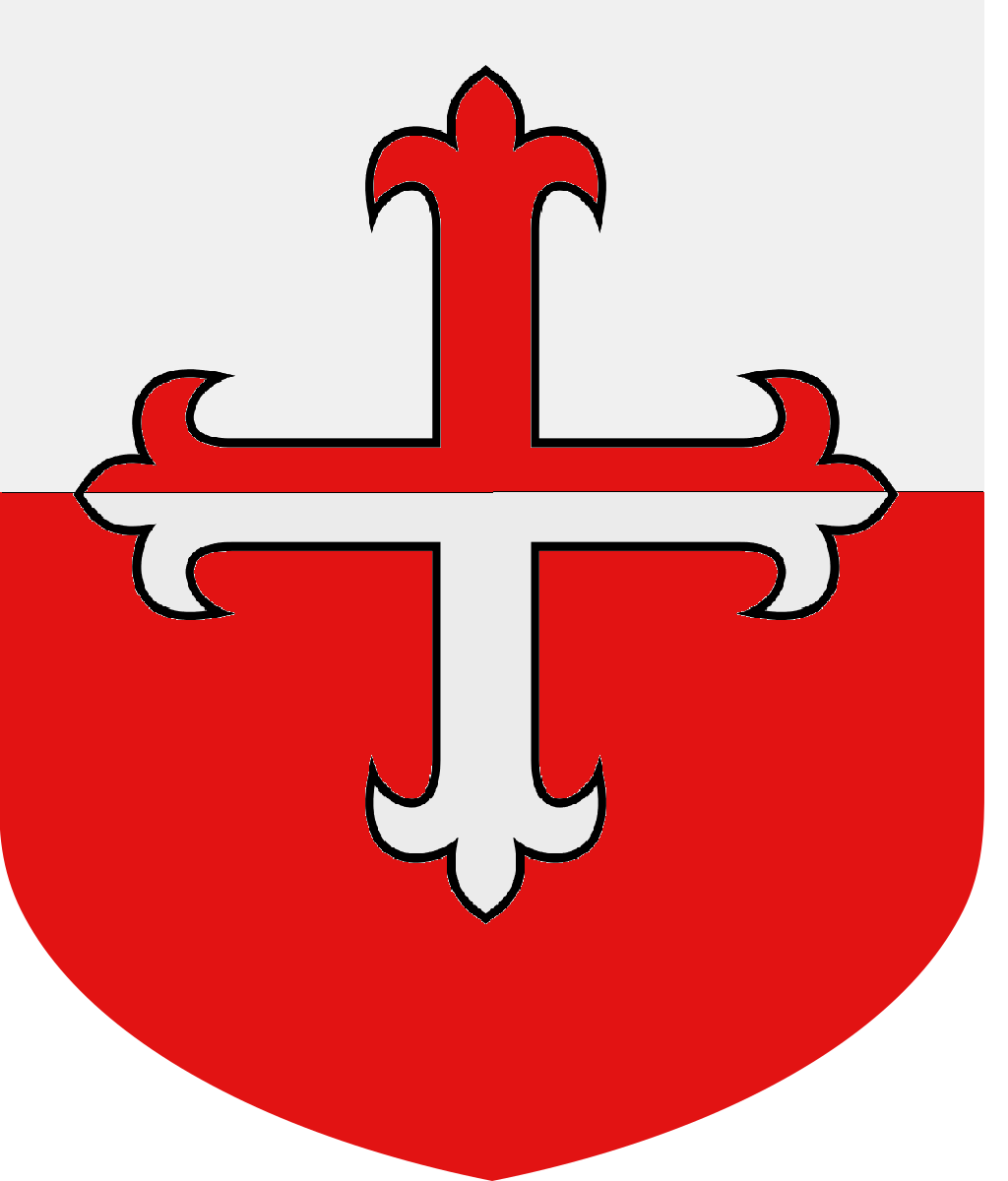
armes des Marioni

Les armes des Marioni se blasonnent ainsi : coupé d'argent sur gueules à la croix florencée de l'un en l'autre.